# Alkino
Alkino (russisch Алкино, Baschkirisch: Алкин) ist ein Dorf in Baschkortostan, Russland. Es liegt im Alkinski selsowet.

## Geographie
Der Ort liegt im Tschischminski rajon, 22 Kilometer bzw. 23 Straßenkilometer nordöstlich vom Verwaltungssitz des Rajons, Tschischmy. Die nächste Siedlung ist Usytamak. Das Dorf ist über einen Bahnhof an das Netz der Russischen Eisenbahn verbunden. Des Weiteren verläuft die M5 (E30) durch das Dorf.

## Bevölkerung
Im Jahr 2010 lebten 261 Menschen im Dorf, davon hauptsächlich Baschkiren.